# هریسبورگ (پنسیلوانیا)
هریسبورگ مرکز ایالت پنسیلوانیا در ایالات متحده است، و در قلمرو شهرستان دافین قرار دارد. جمعیت آن ۴۹۱۹۲ نفر است، این شهر پانزدهمین کلان‌شهر پنسیلوانیا در ایالات متحده است. موقعیت آن در ساحل شرقی رود ساسکوهنا قرار دارد که در ۱۰۷مایلی (۱۷۲کیلومتر) غرب فیلادلفیا است. هریسبورگ لنگر منطقه شهری رود ساسکوهنا ولی است که جمعیت آن در سال ۲۰۱۷ به ۵۷۱۹۰۳ رسیده‌است،این شهر سومین شهر پرجمعیت پنسیلوانیا که آن را در رده‌بندی ۹۶ مین شهر پرجمعیت در ایالات متحده به حساب می‌آید.

## مراکز مهم
- ساختمان کاپیتول ایالت پنسیلوانیا